# Vanessa Vérillon
Vanessa Vérillon est une illustratrice, graphiste et affichiste française née en 1970. Elle est notamment attachée aux questions féministes et aux causes humanistes. Elle est aussi scénographe pour des spectacles jeune public.

## Biographie
Pendant huit ans, Vanessa Vérillon s'est formée aux arts graphiques et plastiques dans différents établissements, en France et en Pologne, et s'est spécialisée dans l'art des affiches. En 1995, elle obtient le diplôme de l’ENSAD (École nationale supérieure des arts décoratifs à Paris).
Elle est ensuite devenue illustratrice indépendante, basée à Paris, effectuant notamment les couvertures de journaux comme Air France Magazine.
Elle a initié plusieurs expositions thématiques, notamment sur les droits des femmes et l'égalité des sexes, comme l’exposition «Graphisme contemporain et engagement(s)» à la Bibliothèque Nationale de France ou celles réalisées lors de la journée du 8 mars pour les mairies telles La Courneuve, Malakoff par exemple,,,,.
Elle participe également à de l'affichage urbain, commandé par des municipalités. Elle travaille parallèlement sur des croquis de voyages et de spectacles. Elle réalise des décors de spectacles, et des illustrations pour la presse et l'édition,.
En 2020, des affiches de Vanessa Verillon entrent dans les collections du Musée d'histoire contemporaine.

## Publications
- [Recueil. Affiches. Vanessa Vérillon], 2012
- On rêve d'avoir un chat, avec Claudie Guyennon-Duchêne, Desclée De Brouwer, 2004

## Affiches
- Compositrices et compositeurs dans l’histoire de la musique de tradition écrite occidentale[11], Lyon : Symétrie, 2022  (ISBN 978-2-36485-115-3)
- L'égalité c'est toute l'année. Journée internationale des droits des femmes, 8 mars 2015, La Courneuve, 2015
- Inauguration de l'esplanade Danielle Mitterrand..., 2014
- Avançons ensemble... 8 mars 2014, Journée internationale des droits des femmes, Blanc Mesnil, 2014
- [Graphisme dans la rue 2014] Mon avenir, j'y ai droit, 2014
- "Rien ne pourra se faire sans vous" Ambroise Croizat, la CGT métallurgie, 2013
- Le droit de choisir [modèle 1] : 40e anniversaire du procès de Bobigny (procès pour avortement octobre-novembre 1972), 2012
- Le droit de choisir [modèle 2] : 40e anniversaire du procès de Bobigny, une étape vers la légalisation de l'avortement, du 8 au 25 novembre 2012
- Sexisme, précarité, injustice, chômage... 8 mars 2012, Journée internationale des droits des femmes, Blanc Mesnil, 2012
- Le rôle des femmes dans le printemps arabe, table ronde, Délégation Droits des Femmes, ville de Choisy-le-Roi, 2011
- [Graphisme dans la rue 2010] Je fais ce que je veux de mon hymen, 2010
- Journée internationale des droits des femmes, 8 mars 2007, La Courneuve, 2007
- Troc aux jouets, mercredi 17 février 1999, 1999
- Un été au ciné, juillet août [19]98, Conseil régional du Nord-Pas-de-Calais, 1998
- Dans le caniveau s'il vous plaît, tous concernés par la propreté de notre ville, 1997
- Un ami du défunt, un film de V. Krichtofovitch, 1997
- Si tu crois que c'est facile, 1996
- Un jour mon prince viendra, 1996